# Championnats du monde de slalom (canoë-kayak) 2013
Navigation
Championnats du monde de slalom 2011 Championnats du monde de slalom 2014
Les 35e Championnats du monde de slalom en canoë-kayak, organisés par la Fédération internationale de canoë, se sont déroulés du 11 au 15 septembre 2013 à Prague, en République tchèque. C'est la seconde fois que la ville accueille cette compétition, après les championnats de 2006.

## Podiums

### Femmes

#### Canoë
| Épreuve        | Or                                                    | Points | Argent                                                             | Points | Bronze                                            | Points |
| C-1            | Jessica Fox Australie                                 | 126.09 | Mallory Franklin Royaume-Uni                                       | 139.08 | Caroline Loir France                              | 139.75 |
| C-1 par équipe | Australie Jessica Fox Rosalyn Lawrence Alison Borrows | 164.85 | République tchèque Kateřina Hošková Monika Jančová Anna Koblenčová | 166.34 | Allemagne Mira Louen Lena Stöcklin Karolin Wagner | 174.75 |

#### Kayak
| Épreuve        | Or                                                                    | Points | Argent                                                | Points | Bronze                                       | Points |
| K-1            | Émilie Fer France                                                     | 115.74 | Nouria Newman France                                  | 117.94 | Jasmin Schornberg Allemagne                  | 118.99 |
| K-1 par équipe | République tchèque Štěpánka Hilgertová Kateřina Kudějová Eva Ornstová | 127.55 | Allemagne Jasmin Schornberg Claudia Bär Cindy Pöschel | 138.72 | Slovénie Urša Kragelj Eva Terčelj Ajda Novak | 138.94 |

### Hommes

#### Canoë
| Épreuve        | Or                                                                                                  | Points | Argent | Points | Bronze                                                                                             | Points |
| C-1            | David Florence Royaume-Uni                                                                          | 102.53 | Alexander Slafkovský Slovaquie                                                                              | 103.36 | Benjamin Savšek Slovénie                                                                           | 105.79 |
| C-1 par équipe | Slovaquie Michal Martikán Alexander Slafkovský Matej Beňuš                                          | 118.98 | Allemagne Sideris Tasiadis Jan Benzien Franz Anton                                                          | 119.77 | France Denis Gargaud Chanut Jonathan Marc Nicolas Peschier                                         | 122.84 |
| C-2            | Royaume-Uni David Florence & Richard Hounslow                                                       | 114.10 | Tchéquie Jaroslav Volf & Ondrej Stepanek                                                                    | 114.14 | Slovaquie Ladislav Skantar & Peter Skantar                                                         | 115.63 |
| C-2 par équipe | Tchéquie Ondrej Karlovsky & Jakub Jane Jonas Kaspar & Marek Sindler Jaroslav Volf & Ondrej Stepanek | 130.54 | Slovaquie Pavol Hochschorner & Peter Hochschorner Ladislav Skantar & Peter Skantar Tomáš Kučera & Ján Bátik | 136.89 | Royaume-Uni David Florence & Richard Hounslow Rhys Davies & Mattew Lister Adam Burgess & Greg Pitt | 141.69 |

#### Kayak
| Épreuve        | Or                                                       | Points | Argent                                                     | Points | Bronze                                             | Points |
| K-1            | Vavřinec Hradilek Tchéquie                               | 94.52  | Jiří Prskavec Tchéquie                                     | 95.90  | Mateusz Polaczyk Pologne                           | 95.98  |
| K-1 par équipe | Italie Daniele Molmenti Andrea Romeo Giovanni De Gennaro | 109.60 | Pologne Grzegorz Polaczyk Mateusz Polaczyk Dariusz Popiela | 111.10 | France Boris Neveu Étienne Daille Mathieu Biazizzo | 112.12 |

## Tableau des médailles
| Rang  | Nation             | Or | Argent | Bronze | Total |
| ----- | ------------------ | -- | ------ | ------ | ----- |
| 1     | République tchèque | 3  | 3      | 0      | 6     |
| 2     | Royaume-Uni        | 2  | 1      | 1      | 4     |
| 3     | Australie          | 2  | 0      | 0      | 2     |
| 4     | Slovaquie          | 1  | 2      | 1      | 4     |
| 5     | France             | 1  | 1      | 3      | 5     |
| 6     | Italie             | 1  | 0      | 0      | 1     |
| 7     | Allemagne          | 0  | 2      | 2      | 4     |
| 8     | Pologne            | 0  | 1      | 1      | 2     |
| 9     | Slovénie           | 0  | 0      | 2      | 2     |
| Total | Total              | 10 | 10     | 10     | 30    |